# Kellogg (Name)
Kellogg ist ein englischer Familienname. Er ist erstmals im 13. Jahrhundert in der Form Kyllehog nachgewiesen und ist ursprünglich ein Berufsname für einen Fleischer, wörtlich bedeutet er „Schweineschlachter“ (mittelenglisch killen, „töten“ und hog, „Schwein“).

## Namensträger
- Albert Kellogg (1813–1887), US-amerikanischer Botaniker
- Bruce Kellogg (1910–1967), US-amerikanischer Schauspieler
- Charles Kellogg (Politiker, 1773) (1773–1842), US-amerikanischer Politiker (New York)
- Charles Kellogg (Naturforscher) (1868–1949), US-amerikanischer Naturforscher
- Charles Kellogg (Politiker, 1839) (1839–1903), US-amerikanischer Politiker (New York)
- Dana Kellogg (* 2001), US-amerikanischer Rennrodler
- Donna Kellogg (* 1978), englische Badmintonspielerin
- Edward Stanley Kellogg (1870–1948), US-amerikanischer Marineoffizier
- Edward W. Kellogg (1882–1960), US-amerikanischer Erfinder
- Elizabeth Anne Kellogg (* 1951), US-amerikanische Botanikerin
- Fay Kellogg (1871–1918), US-amerikanische Architektin
- Francis William Kellogg (1810–1879), US-amerikanischer Geschäftsmann, Offizier und Politiker
- Frank Billings Kellogg (1856–1937), US-amerikanischer Politiker, Jurist und Diplomat
- George Dwight Kellogg (1873–1955), US-amerikanischer Klassischer Philologe
- John Harvey Kellogg (1852–1943), US-amerikanischer Arzt und Erfinder der Cornflakes
- Joseph K. Kellogg, Jr. (* 1944), pensionierter US-amerikanischer Generalleutnant und Politiker
- Keith Kellogg (* 1944), US-amerikanischer Generalleutnant der United States Army
- Louise Phelps Kellogg (1862–1942), amerikanische Historikerin und Autorin
- Marion S. Kellogg (1920–2004), US-amerikanische Managerin und Unternehmensberaterin
- Martin Kellogg (1828–1903), US-amerikanischer Klassischer Philologe
- Miner Kilbourne Kellogg (1814–1889), US-amerikanischer Maler, Kunsthistoriker und Sammler
- Oliver Kellogg (1878–1932), US-amerikanischer Mathematiker
- Orlando Kellogg (1809–1865), US-amerikanischer Politiker
- Ray Kellogg (Spezialeffektkünstler) (1905–1976), US-amerikanischer Spezialist für visuelle Effekte, Kameramann und Regisseur
- Ray Kellogg (Schauspieler) (1919–1981), US-amerikanischer Schauspieler und Sänger
- Remington Kellogg (1892–1969), US-amerikanischer Zoologe und Direktor des United States National Museum
- Stephen Wright Kellogg (1822–1904), US-amerikanischer Politiker
- Vernon Lyman Kellogg (1867–1937), US-amerikanischer Insektenkundler
- Virginia Kellogg (1907–1981), US-amerikanische Drehbuchautorin
- Will Keith Kellogg (1860–1951), US-amerikanischer Industrieller
- William Kellogg (Politiker) (1814–1872), US-amerikanischer Politiker (Illinois)
- William P. Kellogg (1830–1918), US-amerikanischer Politiker (Louisiana)